# Zhusan
Zhusan (kinesiska: 祝三, 祝三乡) är en socken i Kina. Den ligger i provinsen Heilongjiang, i den nordöstra delen av landet, omkring 130 kilometer väster om provinshuvudstaden Harbin. Antalet invånare är 23 054. Befolkningen består av 11 310 kvinnor och 11 744 män. Barn under 15 år utgör 14,0 %, vuxna 15-64 år 78 %, och äldre över 65 år 6,0 %.
Genomsnittlig årsnederbörd är 725 millimeter. Den regnigaste månaden är juli, med i genomsnitt 180 mm nederbörd, och den torraste är januari, med 6 mm nederbörd.